# Oude raadhuis (Venray)

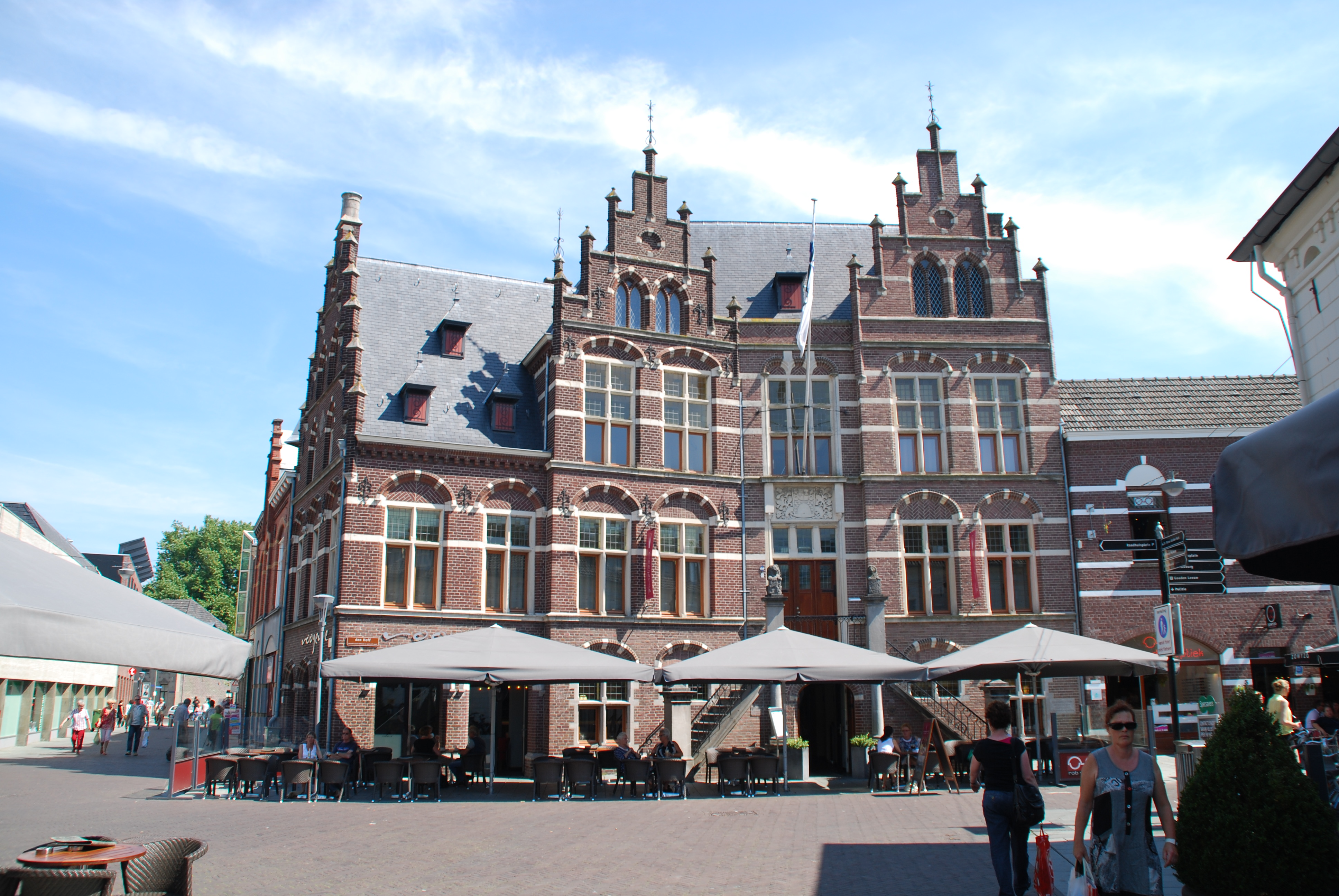
Het Oude Raadhuis

Het oude raadhuis is het voormalige gemeentehuis van Venray.
Het gebouw werd 1884-1885 aan de Grote Markt gebouwd ter vervanging van het oudere raadhuis uit de 16e eeuw. Architect Johannes Kayser ontwierp het nieuwe raadhuis in neorenaissancistische stijl. Het raadhuis bestaat uit twee delen, die in een schuine hoek op elkaar staan. Dit komt doordat het oorspronkelijke straatplan bij de herbouw van het raadhuis werd behouden. Het noordelijke deel heeft twee verdiepingen en een zolder, het bredere zuidelijke deel heeft drie verdiepingen met zolder. De voorgevels zijn voorzien van trapgevels. Het zuidelijke deel werd in 1924-1925 vergroot door Jules Kayser, de zoon van de oorspronkelijke architect. In 1947 en 1953 volgden uitbreidingen aan de achterzijde van het pand.
Het raadhuis heeft ook dienstgedaan als politiebureau. Tegenwoordig heeft het gebouw een horecabestemming. Het Oude Raadhuis is een rijksmonument.

## Bron
- Beschrijving Rijksdienst voor het Cultureel Erfgoed